# Tritoma angulata
Tritoma angulata är en skalbaggsart som beskrevs av Thomas Say 1826. Tritoma angulata ingår i släktet Tritoma och familjen trädsvampbaggar. Inga underarter finns listade i Catalogue of Life.